# Chitral (distrikt)

Chitrals läge i Nordvästra Gränsprovinsen markerat med rött.

Chitral är ett distrikt i provinsen Khyber Pakhtunkhwa (tidigare Nordvästra Gränsprovinsen) i Pakistan. Även distriktets huvudort kallas Chitral. Distriktets areal uppgår till 14 850 km² och folkmängden till omkring 320 000 invånare. Inom distriktet finns ett av världens högsta berg, Tirich Mir.
Huvudorten ligger vid floden Chitral, 1 518 m ö.h. Chitral är ett fullständigt alpland, med djupa dalar, alldeles trädlöst, utom i de bäst skyddade dalarna. Eljest ser man endast de stora nakna bergmassorna av ända till över 7 000 meters höjd, i sina övre regioner täckta med snö och is. Om sommaren bränner solen på klipporna, om vintern sjunker kvicksilvret till -20°C. Genom dessa ytterligheter i temperaturen (insolationen om sommaren, kölden om vintern) förvittrar bergen starkt, så att, när snön om våren smälter eller när häftigt regn faller, massor av splitter nedsköljs i bergsströmmarna. I dalarna produceras spannmål och ypperlig frukt.

## Historia
I Brittiska Indien utgjorde Chitral en halvfri stat, omfattande floden Chitrals övre dalgång, från Hindukushs kam i norr till 34° 40' bredd i söder. Det bestod huvudsakligen av sex stora byar, belägna i en utvidgning av dalen, men dessutom låg enstaka gårdar spridda överallt på terrasser och i sidodalar. 
Arealen var under denna tid omkring 20 000 km², och folkmängden beräknades till 70 000–80 000 muslimska indoarier, delade i en mängd stammar av olika rang, några skattefria, andra slavar. Dessutom fanns ett stort antal darder och pashtuner samt i söder kafirer. Slavhandeln utgjorde den förnämsta inkomstkällan för fursten, mihtar, vilken från 1862 erkände Kashmirs överhöghet och varje år sände maharajan en tribut. 
Britterna hade sedan 1886 en politisk agent hos mihtar, angeläget om att stå på god fot med honom och med befolkningen, emedan, sedan Ryssland tagit Pamir i besittning, det var en livsfråga för brittiska väldet i Indien att undandra gränsstammarna söder om Hindukush det ryska inflytandet och försäkra sig om utgången ur passen i Hindukush. I augusti 1892 avled fursten Aman-ul-Mulk, och häftiga tronstrider utbröt mellan den som ryssvän ansedde tronarvingen Nisam och dennes yngre bror Afsul, en ivrig anhängare av de brittiska intressena. Afsul segrade och Nisam flydde till Gilgit för att ställa sig under brittiskt skydd, varefter indiska regeringen lät internera honom i Indien. Men Afsuls regering i Chitral blev kort: Sjir-Afsul, hans farbroder, lyckades mot löfte om vasallskap vinna understöd för sina omvälvningsplaner hos emiren Abd-ar-rahman i Afghanistan, med vilkens hjälp han i november 1892 lyckades sätta sig i besittning av huvudstaden Chitral. Britterna hjälpte dock snart Nisam på tronen, och denne regerade sedan ett par år i samförstånd med britterna, vars agent i Chitral 1893-1894 var den bekante resanden Francis Younghusband. 
Nyårsdagen 1895 mördades Nisam av sin broder Amir-ul-Mulk. Fursten i den lilla grannstaten Jandol, Umra Khan, inföll genast i Chitral och bemäktigade sig Kala Drosh (Killa Dresh) söder om staden Chitral. Sjir-Afsul skyndade till från Kabul, och i förening började de belägra den lilla brittiska garnisonen i Fort Chitral, eftersom de ansåg britternas kvarstannande i landet utgöra ett hinder för Sjir-Afsuls återuppsättande på tronen. Indiska regeringens agent, dr. Robertson, uppmanades utrymma fortet, varpå vicekungen lät svara med en som ultimatum formad uppmaning till Umra Khan att återvända till sitt eget land. Hans vägran framkallade öppet krig. En armé på 15 000 man sammandrogs vid Peshawar under generalmajoren sir Robert Low, stormade (3 april) Malakandpasset och framryckte norrut genom Umra Khans land mot Chitral. Jandol besattes (18 april), och Umra Khan tog sin tillflykt till Kabul. Under tiden var Robertson med en garnison av 543 man fullständigt innesluten i Chitral och ansattes på det hårdaste från början av mars av en ansenlig belägringshär under Sjir-Afsul. 
Efter 46 dagars belägring undsattes den under ledning av Robertson och kapten Townshend tappert stridande garnisonen (20 april) av överste Kelly, vilken med 400 man infödda trupper 23 mars bröt upp från Gilgit och genom såsom ofarbara ansedda, snöfyllda pass österifrån kämpade sig fram till Chitral. Sjir-Afsul flydde vid hans annalkande. Okunnig om att undsättningen verkställts, framsände Low en lätt utrustad truppstyrka under brigadgeneral Gatacre, som genom det snöfyllda Lewaraipasset inträngde i landet i början av maj, då allt allvarligare motstånd befanns brutet. Lows trupper höll sedan landet besatt i sex månader, medan dess öde avgjordes i Storbritannien. 
Den liberala ministären gav efter åtskillig tvekan order om Chitrals fullständiga utrymmande, men efter ministärförändringen i juli återtogs denna order. Trupperna återvände i september, med undantag av en brigad, som kvarlämnades i Kala Drosh; därvarande truppstyrka avlöstes sedan vartannat år. Umra Khan tilläts ej återvända till sitt land, och Sjir-Afsul, som – då allt vidare motstånd syntes hopplöst – gav sig fången, internerades jämte mördaren Amir-ul-Mulk på livstid i Dharamsala. Chitral blev sedan starkt beroende av britterna, vilka av omsorg om gränsens skydd övervakade vägen från Pamir till Indien och särskilt landets nordliga pass med deras strategiskt viktiga omgivningar, framför allt Broghilpasset nära floden Chitrals eller, som den i sitt översta lopp kallas, Yarkhuns källor, det viktigaste och lättast tillgängliga i Hindukushkedjan.

## Politik
I statsrättsligt hänseende var Chitral lydande under Kashmir till 1911, vid vilken tidpunkt Shuja ul-Mulk, yngste son till ovan nämnde Aman ul-Mulk, tog över tronen i Chitral. Shuja kom att regera till 1936, när han efterträddes av Nasir ul-Mulk, den förste i härskarfamiljen med en modern västerländsk uppfostran. Han avled 1943 och efterträddes av sin bror Muzaffar ul-Mulk. Denne siste självständige härskares resoluta militära ingripande i inbördesstriderna i Indien och Pakistan efter självständigheten från britterna 1947 ledde till att Chitral hamnade i Pakistan och inte i det indiskstyrda Kashmir. Furstefamiljen fortsatte att utöva ett starkt politiskt inflytande i Chitral även efter självständigheten, men den pakistanska regeringen ökade hela tiden sin del av makten, för att så 1971 helt integrera Chitral i den pakistanska republiken.